# Parchís

Spielbrett

Parchís ist ein spanischer Pachisi-Abkömmling. Er ist stark verwandt mit dem deutschen Eile mit Weile.

## Terminologie
Die Spanier haben den einzelnen Elementen eigene Namen gegeben:
- Die farbigen Ecken heißen cárceles (Gefängnisse) oder casas (Häuser).
- Die rechteckigen Felder in der eigenen Spielfarbe werden salidas (Ausgänge) genannt.
- Die rechteckigen Felder in einer anderen Spielfarbe oder die weißen mit den grauen Punkten werden seguros (sichere Felder) genannt.
- Die dreieckigen Felder in der Mitte werden metas (Ziele) genannt.
- Eine Blockade von zwei Figuren der gleichen Farbe wird barrera (Barrieren) oder puente (Brücken) genannt.
- Die Zahlwörter siete (sieben), diez (zehn) und veinte (zwanzig) geben an, um wie viele Felder eine Spielfigur vorrücken darf.
- Eine gegnerische Figur zu schlagen wird als comer (fressen) oder capturar (gefangen nehmen) genannt.

## Spielverlauf
Das Spiel besteht aus einem Spielbrett mit einem Rundkurs aus nummerierten Feldern (1 – 68). Dadurch wird das Zählen beim Figurschlagen erleichtert. Wenn eine gegnerische Figur geschlagen wird, darf der Gewinner zwanzig Felder vorrücken. Auch darf ein Spieler zehn Felder mit einer anderen Figur vorrücken, wenn er eine Spielfigur ins Ziel gebracht hat. Die Würfelregeln sind analog zum Schweizer Spiel Eile mit Weile: Aus der eigenen Ecke herausziehen darf ein Spieler, der eine Fünf gewürfelt hat. Bei einer Sechs darf nochmals gewürfelt werden. Bei drei Mal sechs müssen aber alle eigenen Figuren, die noch nicht in der Mitte stehen, wieder in die Ecke gestellt werden. Die Sechs zählt doppelt.

## Software

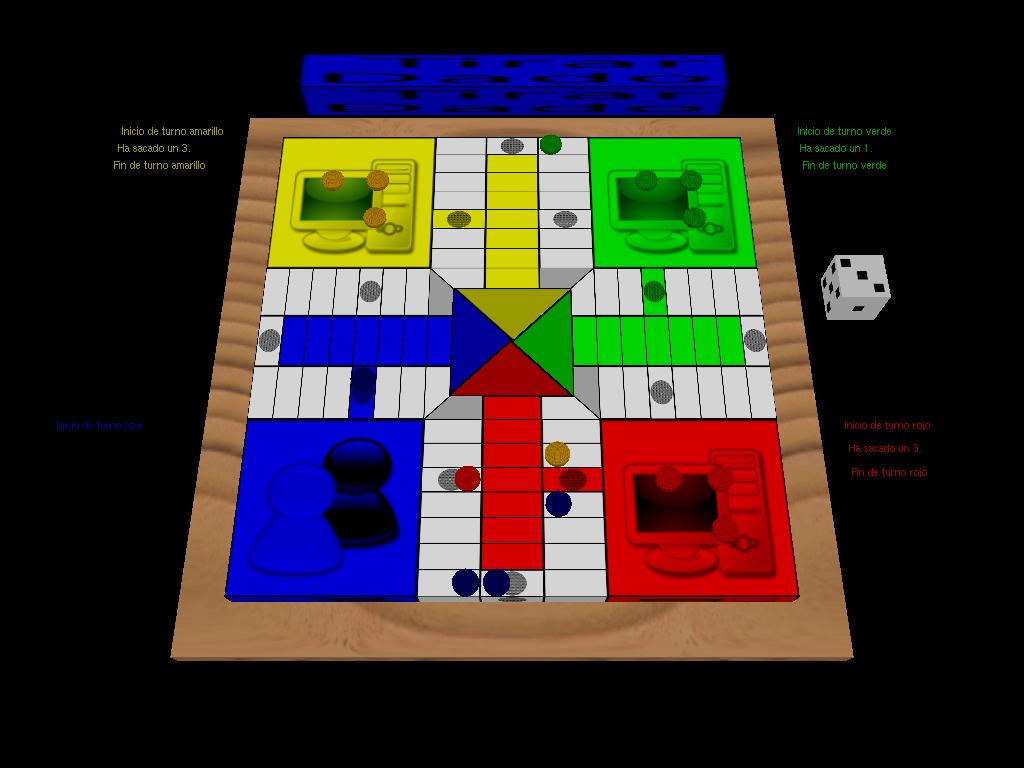
Open-source-Implementierung

Von diesem Spiel existiert eine Opensource-Software-Implementierung namens glParchís. Das gl im Namen stammt von OpenGL, einer quelloffenen betriebssystemunabhängigen Grafikbibliothek.

## Weblink
- Website von glParchís